# József Sári
József Sári   (Lenti, 23 de juny de 1935) és un compositor hongarès.
Després de graduar-se al batxillerat, Sári va estudiar composició amb Endre Szervánszky i pedagogia musical i direcció amb Zoltán Vásárhelyi del 1954 al 1962 a l'Acadèmia de Música Franz Liszt de Budapest. Després va treballar en diverses funcions en el negoci musical hongarès: professor d'una escola de música, acompanyant de piano, director d'una orquestra de cambra, concerts, conferències. Entre 1971 i 1984 es va quedar com a compositor i intèrpret independent de les seves pròpies obres a la República Federal d'Alemanya.
Sári és professor de teoria musical al Col·legi de Música Franz Liszt des del 1984, on va completar la seva habilitació el 1997, i va ser cap del col·legi "Música del segle XX".
El 2000/2001 Sári va rebre una beca de la Casa Internacional d’Artistes Villa Concordia de Bamberg. El 2009 Sári va rebre el premi Kossuth.
El seu germà petit és el compositor László Sáry.

## Premis i subvencions
- 1984 Premi del Grup de Treball Internacional de Música, Kassel
- 1985 Premi Bärenreiter House Music, Kassel
- Premi Erkel de 1991[1]
- 1995 Premi Bartók-Pásztory, Budapest
- 1998 Membre numerari de l'Acadèmia de Literatura i Arts de Széchenyi
- 1998 Premi Artístic Estatal (Érdemes Müvész)[2]
- 2005 Compositor resident al Festival de Música de Korsholm a Korsholm[3]

## Obres
Una visió general de les obres de Bartók Rádió mostra més de cent entrades
- Eclipsi de Sol, òpera 11 escenes, llibret d’Elisabeth Gutjahr sobre Arthur Koestler, estrena 2000 a Pforzheim
- Convergències, música de cambra per a instruments de vent
- Leoniden per a cimbal i orquestra UA 2006
- Der Hutmacher, òpera de cambra, llibret de Franz Csiky basat en la novel·la de Thomas Bernhard, estrena el 29 de març de 2008 Theatre Regensburg (Velodrom)[5]